# أردو (محافظة)
محافظة أردو هي إحدى محافظات تركيا. عاصمتها مدينة أردو تبلغ مساحتها 5,894 كم2 ويبلغ عدد سكانها 887,765 نسمة كما يبلغ معدل الكثافة السكانية 150/كم2 تقع في شمال تركيا.

## أعلام
- كامل سونميز